# Tournoi de tennis d'Ocean City
Le tournoi de Ocean City (Maryland, États-Unis) est un tournoi de tennis professionnel masculin du circuit des Grand Prix.
La seule édition du tournoi a été organisée en 1977 sur surface dure en extérieur et remportée par Vitas Gerulaitis en simple.

## Palmarès messieurs

### Simple
| No | Date       | Nom et lieu du tournoi      | Catégorie  | Dotation  | Surface    | Vainqueur        | Finaliste   | Score         |  |
| -- | ---------- | --------------------------- | ---------- | --------- | ---------- | ---------------- | ----------- | ------------- |  |
| 1  | 15-02-1977 | Ocean City Open, Ocean City | Grand Prix | 100 000 $ | Dur (ext.) | Vitas Gerulaitis | Robert Lutz | 3-6, 6-1, 6-2 |  |

### Double
| No | Date       | Nom et lieu du tournoi      | Catégorie  | Dotation  | Surface    | Vainqueurs                  | Finalistes                | Score    |  |
| -- | ---------- | --------------------------- | ---------- | --------- | ---------- | --------------------------- | ------------------------- | -------- |  |
| 1  | 15-02-1977 | Ocean City Open, Ocean City | Grand Prix | 100 000 $ | Dur (ext.) | Alex Metreveli Bill Scanlon | John McEnroe Cliff Richey | 7-6, 6-3 |  |